# Звіад Чхетіані
Звіад Чхетіані (груз. ზვიად ჩხეტიანი; нар. 17 жовтня 1984) — грузинський футболіст, захисник.

## Життєпис
Футбольну кар'єру розпочав у вищоліговому грузинському клубі «Самгуралі» (Цхалтубо), у футболці якого провів 39 матчів. Напередодні початку сезону 2004/05 років виїхав до України, де підписав контракт з сімферопольською «Таврією». Тренувався з першою командою кримців. Дебютував у футболці сімферопольського клубу 22 травня 2004 року в нічийному (1:1) виїзному поєдинку 26-о туру Вищої ліги проти луцької «Волині». Звіад вийшов на поле на 46-й хвилині, замінивши Андрія Степанова. Після цього в офіційних поєдинках за «Таврію» не виступав. Для отримання стабільної ігрової практики того ж року був відданий в оренду до житомирського «Полісся». Дебютував у футболці житомирського клубу 5 вересня 2004 року в програному (1:3) домашньому поєдинку 6-о туру Першої ліги проти львівських «Карпат». Чхетіані вийшов на поле в стартовому складі та відіграв увесь матч. У складі «Полісся» зіграв 9 матчів. Другу частину сезону 2004/05 років провів у дублі сімферопольської «Таврії», за яку зіграв 4 матчі. По завершенні сезону залишив розташування сімферопольського клубу.
З 2005 по 2007 рік виступав за кутаїське «Торпедо», за яке відіграв 45 матчів у чемпіонаті Грузії. З 2007 по 2009 рік захищав кольори «Мецхеті» (Ахалціхе) та «Локомотива» (Тбілісі). Першу половину сезону 2009/10 років захищав кольори «Торпедо-2008» (Кутаїсі). З 2010 по 2011 року виступав у «Гагрі». У 2012 році підсилив «Гурія». Потім перейшов до «Колхеті-1913». Футбольну кар'єру завершив у клубі, де Звіад розпочинав свій шлях у «великому футболі», в «Самгуралі» (Цхалтубо), за команду якого виступав з 2013 по 2014 рік.